# Indian Hills (Colorado)
Indian Hills é uma Região censo-designada localizada no estado americano de Colorado, no Condado de Jefferson.

## Demografia
Segundo o censo americano de 2000, a sua população era de 1197 habitantes.

## Geografia
De acordo com o United States Census Bureau tem uma área de
12,2 km², dos quais 12,2 km² cobertos por terra e 0,0 km² cobertos por água. Indian Hills localiza-se a aproximadamente 2121 m acima do nível do mar.

## Localidades na vizinhança
O diagrama seguinte representa as localidades num raio de 16 km ao redor de Indian Hills.